# Kalpetran
Kalpetran ist ein Dorf im deutschsprachigen Teil des Kantons Wallis in der Schweiz. Es ist ein Weiler der Burgergemeinde Embd im Bezirk Visp.

## Geografie
Kalpetran liegt im vorderen Teil des Mattertals. Durch das Dorf fliesst die Mattervispa, die sich bei Stalden mit der Saaservispa vereinigt und bei Visp in den Rotten mündet.

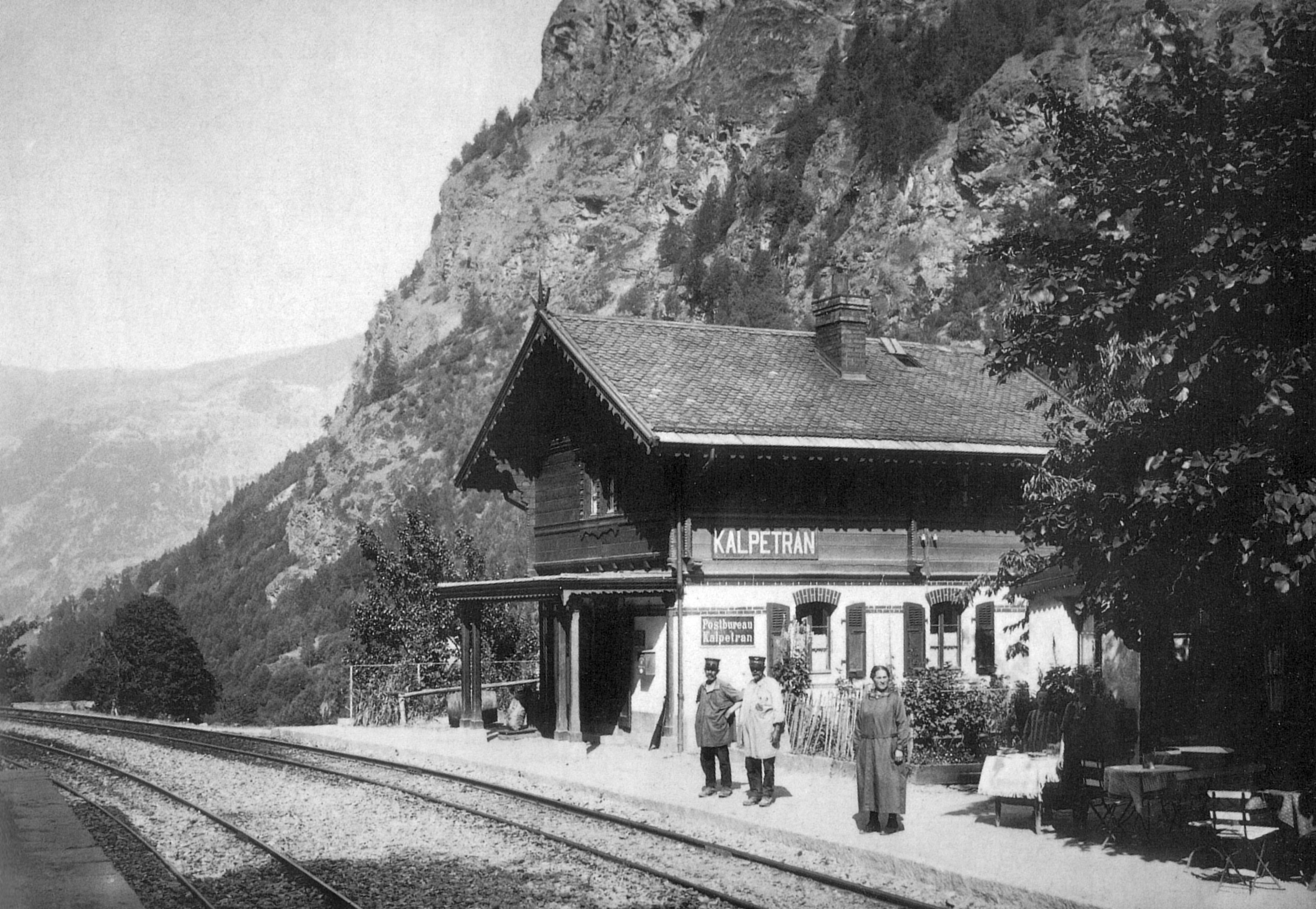
Bahnhof Kalpetran im Jahr 1891

Zu erreichen ist das Dorf über eine schmale Bergstrasse, die unmittelbar vor dem Südportal des Stägjitschuggetunnels nach unten ins Tal führt, wo Kalpetran liegt. Über den ortseigenen Bahnhof ist das Dorf mit der Matterhorn-Gotthard-Bahn verbunden, die halbstündlich zwischen Visp und Zermatt verkehrt. Auch ist das Dorf durch eine sechsminütige Seilbahnfahrt mit Embd verbunden.

## Kalpetranquarzit
Der Kalpetranquarzit, von den Einheimischen auch Kalpetranerplatten genannt, ist ein Naturstein, mit dem häufig Häuser gedeckt werden. Den Namen erlangten die Steinplatten, da diese damals in der Nähe von Kalpetran abgebaut und in weiten Bereichen des Oberwallis als oberste Dachschicht verwendet wurden und auch heute noch verwendet werden, auch wenn sie gegenwärtig nicht mehr aus Kalpetran selbst stammen.